# Jorge Aravena (actor)
Jorge Agustín Aravena Masías (Lima, 1 de octubre de 1969) es un actor, presentador y fotógrafo peruano-venezolano, a corta edad se traslada a Venezuela con su familia, en la actualidad radica entre México y Estados Unidos.

## Biografía
Hijo de Jorge Luis Aravena y Varo Masías. A los 10 años se trasladó con sus padres a Venezuela donde creció y realizó la mayor parte de su carrera, allí tomó la nacionalidad venezolana.

## Carrera
En sus inicios fue conductor del programa de concursos: Mega Match entre 1997 y 1998, compartiendo créditos con Samir Bazzi, Daniel Sarcos y Rashel Rodríguez. Tuvo participación en telenovelas como Secreto de amor, Engañada, El amor las vuelve locas, en esta última cumpliendo un rol antagónico junto a Fabiola Colmenares.
Protagonizó junto a Gianella Neyra Girasoles para Lucía y trabajó en Pobre millonaria con la misma actriz.
En el 2006, participó en Las dos caras de Ana, lo que le valió conseguir un contrato de exclusividad con Televisa para coprotagonizar en México la telenovela Querida enemiga en el 2008. Ambas producidas por Lucero Suárez. En el 2010, protagonizó Zacatillo, un lugar en tu corazón también producida por Lucero Suárez.
En el 2011, participa en la telenovela de José Alberto Castro en La que no podía amar al lado de Jorge Salinas, Ana Brenda Contreras, Jose Ron y Susana González. Ese mismo año, se incorporaría al elenco de Una familia con suerte de Juan Osorio, con quien comparte créditos con Arath de la Torre, Mayrin Villanueva y Luz Elena González.
Para el 2012 al 2013, nuevamente Juan Osorio lo convocaría para integrarse al elenco de Porque el amor manda al lado de Fernando Colunga, Blanca Soto, Erick Elías y Claudia Álvarez.
También es fotógrafo.

## Vida personal
En 1995, se casó con Yenny Martínez, con quien tuvo a Jorge Luis, Claudia Valentina y Luis Fernando.  A finales de 2005, Jorge y Yenny se separaron. En 2007, obtuvieron la sentencia de divorcio.

## Trayectoria

### Telenovelas
- Velvet: el nuevo imperio (2025) - Gerardo Otegui[1]
- La mujer de mi vida (2024) - Oso[2]
- Pituca sin Lucas (2024) - Manuel Gallardo
- Cita a ciegas (2019) - Rufino[3]
- El vuelo de la Victoria (2017) - Jorge Acevedo
- Un camino hacia el destino (2016) - Pedro Pérez Ramos[4]
- Mi corazón es tuyo (2014-2015) -  Ángel Altamirano[5]
- Porque el amor manda (2012-2013) - Elías Franco
- Una familia con suerte (2011-2012) - Sebastián Bravo
- La que no podía amar (2011) - David Romo
- Zacatillo, un lugar en tu corazón (2010) - Gabriel Zárate
- Mentiras enemigas (2009) - Mauricio
- Querida enemiga (2008) - Ernesto Mendiola
- Pobre millonaria (2008) - Luis Arturo Ramírez
- Sin vergüenza (2007) - Esteban
- Las dos caras de Ana (2006) - Santiago Figueroa
- Mi vida eres tú (2006) - Gabriel Alcázar
- El amor las vuelve locas (2006) - Arnaldo Rianchi
- Al filo de la ley (2005)
- Cosita rica (2003-2004) - Alejandro Amaya
- Engañada (2003) - Gabriel Reyes Bustamante
- El divorcio (2002-2003) - Miguel Barra
- Secreto de amor (2001-2002) - Carlos Raúl Fonseca
- La revancha (2000) - Reinaldo Arciniegas
- Girasoles para Lucía (1999-2000) - Roberto Landaeta Santamaría
- Mujer secreta (1999) - Sebastián Palacios
- Samantha (1998) - Rodolfo Villalobos
- Todo por tu amor (1997) - Cristóbal Pérez
- Dulce enemiga (1995-1996) - Manolo
- Pecado de amor (1995) - Fernando
- Sirena (1993-1994) - Orbick
- Divina obsesión (1992-1993) - Tito
- La loba herida (1992) - Cabrerito

### Programas
- Hoy Día Bailamos (2024) - Participante[6]
- ¿Qué dicen los famosos? (2023) - Invitado[7]
- MasterChef Celebrity México (2021) - Participante[8]
- La casa de los famosos (2021) - Participante[9]
- Esta historia me suena (2019-2021) - Alfonso[10][11]
- Vecinos (2019) - Director de cine (Invitado especial)
- Adictos (2012)
- Como dice el dicho (2011) - Víctor
- La rosa de Guadalupe (2010)
- Decisiones (2006-2007) - Fernando
- Mega Match (1997-1998) - presentador

### Cine
- Santiago Apóstol (2016) - Josias